# Dan Taras
Dan Taras (Sărata-Galbenă, 13 febbraio 1994) è un ex calciatore moldavo, di ruolo centrocampista.

## Carriera

### Club
Ha giocato nella prima divisione moldava, per un totale in carriera di 163 presenze e 18 reti, a cui aggiunge anche complessive 5 presenze nei turni preliminari di Europa League. L'unico club non della prima divisione moldava in cui ha militato è il Ripensia Timișoara, club della seconda divisione rumena, con cui ha chiuso la carriera nel 2021.

### Nazionale
Nel 2016 ha segnato un gol in 8 presenze con la nazionale moldava Under-21; successivamente tra il 2018 ed il 2020 ha invece giocato 5 partite con la nazionale maggiore (una in UEFA Nations League e 4 partite amichevoli).

## Palmarès

### Club

#### Competizioni nazionali
- Coppa di Moldavia: 2

Petrocub Hîncești: 2019-2020
Sfintul Gheorghe: 2020-2021